# Helena (Jack de Nijs)
Helena is een single van Jack de Nijs uit 1972. Hij was later beter bekend onder zijn artiestennaam Jack Jersey. 
De single verscheen in Nederland en België en kwam alleen in de Top 40 van Radio Veronica te staan. Het nummer kwam niet uit op een reguliere elpee. Wel verscheen het op het verzamelalbum Op gouden losse groeven (ca. 1972) van het televisieprogramma Op losse groeven van de TROS.
Op de B-kant staat het nummer Het spijt me voor jou. Hij schreef beide nummers zelf. Het is een liefdeslied. Helena is een vrouw bij wie hij de rest van zijn leven had verwacht te blijven. Hij raakte haar echter kwijt omdat er een ander in haar leven kwam.

## Hitnoteringen
| Helena in de Nederlandse Top 40 van 15-4-1972 t/m 29-4-1972 | Helena in de Nederlandse Top 40 van 15-4-1972 t/m 29-4-1972 | Helena in de Nederlandse Top 40 van 15-4-1972 t/m 29-4-1972 | Helena in de Nederlandse Top 40 van 15-4-1972 t/m 29-4-1972 | Helena in de Nederlandse Top 40 van 15-4-1972 t/m 29-4-1972 |
| Week                                                        | 1                                                           | 2                                                           | 3                                                           |                                                             |
| ----------------------------------------------------------- | ----------------------------------------------------------- | ----------------------------------------------------------- | ----------------------------------------------------------- | ----------------------------------------------------------- |
| Positie                                                     | 32                                                          | 28                                                          | 31                                                          | uit                                                         |